# Choque de civilizações
Choque de civilizações é  uma teoria proposta pelo cientista político Samuel P. Huntington, segundo o qual as identidades culturais e religiosas dos povos serão a principal fonte de conflito no mundo pós-Guerra Fria. A teoria foi originalmente formulada em 1993, num artigo da Foreign Affairs intitulado "The Clash of Civilizations?" (do inglês, "O Choque de Civilizações?"), como reação ao livro de Francis Fukuyama, The End of History and the Last Man (1992). Huntington posteriormente expandiu sua tese num livro de 1996 chamado The Clash of Civilizations and the Remaking of World Order (do inglês, "Choque de Civilizações e a Reconstrução da Ordem Mundial"). A expressão foi usada pela primeira vez por Bernard Lewis num artigo do exemplar de setembro de 1990 de The Atlantic Monthly, chamado "The Roots of Muslim Rage" (do inglês, "As Raízes da Ira Muçulmana").

## Argumento
Huntington começou a articular suas ideias ao examinar as diversas teorias sobre a natureza da política global no período pós-Guerra Fria. Alguns teóricos e autores argumentavam que os direitos humanos, a democracia liberal e a economia capitalista de livre mercado se haviam tornado a única alternativa ideológica após o fim da Guerra Fria. Especificamente, Francis Fukuyama afirmava que o mundo havia atingido o "fim da história" num sentido hegeliano.
Huntington acreditava que, embora a era das ideologias houvesse terminado, o mundo havia simplesmente retornado a estado normal caracterizado pelos conflitos culturais. Em sua tese, argumentava que os conflitos no futuro teriam como eixo principal critérios culturais e religiosos. Postula, ainda, que o conceito de diferentes civilizações, como nível maior de identidade cultural, se tornará cada vez mais útil para analisar o potencial de conflitos. No artigo de 1993 na Foreign Affairs, Huntington escreve (tradução livre do inglês):
| “                      | Minha hipótese é que a fonte fundamental de conflitos neste mundo novo não será principalmente ideológica ou econômica. As grandes divisões entre a humanidade e a fonte dominante de conflitos será cultural. Os Estados-nações continuarão a ser os atores mais poderosos no cenário mundial, mas os principais conflitos da política global ocorrerão entre países e grupos de diferentes civilizações. O choque de civilizações dominará a política global. As falhas geológicas entre civilizações serão as frentes de combate do futuro. | ” |
| — Samuel P. Huntington | |   |

Huntington parece pertencer à escola primordialista, ao pensar que grupos culturalmente definidos são antigos e naturais; entretanto, suas primeiras obras parecem indicar que ele seria um funcionalista estrutural. Sua visão de que Estados-nações continuariam a ser os atores mais poderosos vai ao encontro do realismo. Finalmente, sua advertência de que a civilização ocidental pode declinar é inspirada por Arnold J. Toynbee, Carroll Quigley e Oswald Spengler.
Devido a uma enorme reação e à solidificação de seus pontos de vista, Huntington posteriormente expandiu sua tese no livro The Clash of Civilizations and the Remaking of World Order ("Choque de Civilizações e a Reconstrução da Ordem Mundial"), de 1996.

## Civilizações segundo Huntington

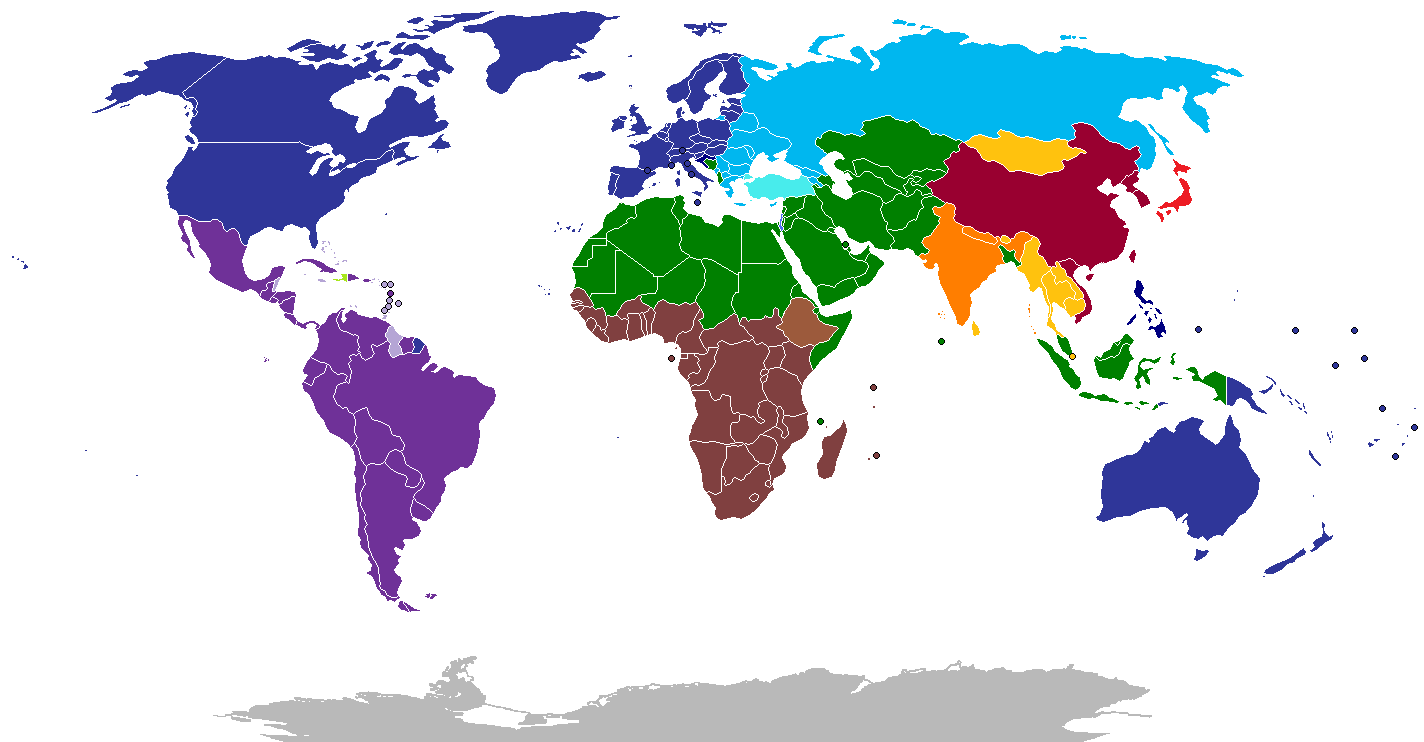
O mapa das principais civilizações, segundo Huntington.
vermelho escuro: Civilização sínica
vermelho: Civilização nipônica
laranja: Civilização hindu
amarelo: Civilização budista
verde: Civilização islâmica
azul escuro: Civilização ocidental
roxo: Civilização latinoamericana
azul claro: Civilização ortodoxa
marrom: Civilização subsaariana
turquesa: Turquia
azul: Israel
marrom claro: Etiópia
verde claro: Haiti

O livro do cientista norte-americano, Samuel P. Huntington lançou outras bases de entendimento da história, política e sociologia. Segundo ele a humanidade poderia ser dividida em nove civilizações:
- Civilização sínica ou chinesa - Seria civilização baseada principalmente na cultura da China e regiões vizinhas e/ou com culturas semelhantes, como Coreia, Vietnã e Tibete.
- Civilização nipônica ou japonesa - Seria a civilização centrada na região do Japão, e dessa maneira a única civilização com somente um país, visto que este possui cultura autônoma. No entanto, a Coreia do Sul também tem cultura semelhante, embora por questões políticas é considerada sínica. O Japão também possui forte influência da civilização ocidental.
- Civilização hindu -  Seriam os países que tem o hinduísmo como religião predominante, principalmente os que se estendem no rio Indo, como a Índia e o Nepal.
- Civilização budista - Seria composta pelos países asiáticos na qual o budismo é a religião predominante, como a Mongólia, a Tailândia e o Camboja. O Tibete também pode ser incluído nessa civilização, embora acredita-se que seja sínico por questões políticas.
- Civilização islâmica, muçulmana ou árabe - Seria a civilização constituída pelos países que têm o Islã como religião predominante, e que por vezes falam a língua árabe. Localiza-se principalmente na península arábica e norte da África (incluindo também outras partes da África próximas).
- Civilização ocidental - Provavelmente seria a maior das civilizações, consiste nos países na América  e na Europa ocidental, e outros países que têm o Cristianismo como religião predominante, devido à influência europeia (como África do Sul, Austrália e Nova Zelândia).
- Civilização latino-americana - Seria uma subdivisão da civilização ocidental, constituída pelos países independentes da América Latina que tem uma grande distinção cultural e social e com forte influência indígena e africana.
- Civilização ortodoxa - Seria a civilização de países que têm como religião predominante a doutrina ortodoxa do Cristianismo, constituída principalmente pela Rússia e pelo Leste Europeu.
- Civilização subsaariana - Seria uma civilização relativamente grande, formada pelos países africanos localizados ao sul do deserto do Saara, predominantemente cristãos.

Huntington sustenta que a história da humanidade seria a história dos choques de civilizações que estaria ainda longe de terminar. Esta opinião contrasta com a de Francis Fukuyama que em seu livro "O Fim da História e o Último Homem" defende que a história atinge sua homeostase com a supremacia do ocidente. 
Com a globalização hoje podemos encontrar hindus, confucionistas, ortodoxos, etc. em praticamente todos os países do mundo. De fato, embora as concentrações geográficas sejam evidentes, as civilizações são maiores e mais complicadas do que isso. Em verdade estão espalhadas pelo mundo todo de maneira ideológica e histórica não respeitando muito fronteiras nacionais.
Voltando a Huntington, a Etiópia e o Haiti poderiam ser considerados "estados solitários" assim como o Caribe que constitui uma entidade distinta flutuando entre as civilizações Africana e Latino-americana. Se os países da América latina, assim como os antigos membros da União Soviética se definirão como parte da civilização ocidental ou autônomos seria uma importante decisão a ser tomada.
As civilizações Ocidental e Islâmica, seriam as únicas com intenções de expansão e pretensões universalistas e por isso encontrariam-se constantemente em confrontos e disputas culturais, políticas e ideológicas.

## Críticas
O artigo de Huntington na Foreign Affairs foi um dos que mais provocaram respostas na história daquela revista. A tese recebeu muitas críticas de paradigmas completamente diferentes, tendo como alvos frequentes as suas implicações, metodologia e mesmo os conceitos básicos. No livro, Huntington baseia-se principalmente em provas circunstanciais. Apesar de suas expectativas, estudos empíricos mais rigorosos não demonstraram nenhum aumento particular na frequência dos conflitos intercivilizacionais no período pós-Guerra Fria. Na verdade, as guerras e conflitos regionais aumentaram em frequência logo após o término da Guerra Fria, mas declinaram lenta e firmemente desde então. Entretanto, que proporção de conflitos existentes pode ser atribuída a "conflitos intercivilizacionais" e se tais conflitos aumentam em proporção ao conjunto de conflitos são questões em aberto.